# Христо Сапунджиев
Христо Сапунджиев е български общественик и просветен деец от ранното Българско възраждане. 

## Биография
Роден е в Охрид. Учи в охридското гръцко училище при Димитър Мокрянина и Гьорше Попов и сам става става гръцки учител в родния си град. От 1872 година Сапунджиев е книжар в Охрид. По-късно се установява в Свободна България, където е деец на легалното македоно-одринско дружество движение. В периода 1898 - 1899 година е счетоводител на Софийското македоно-одринско благотворително дружество, като в 1899 година става касиер на Сярско-Драмското благотворително братство. В 1903 година е секретар на македоно-одринското благотворително дружество в София.